# Ľubovec
Ľubovec (in ungherese Lubóc) è un comune della Slovacchia facente parte del distretto di Prešov, nella regione omonima.